# Leptictis
Leptictis — вимерлий рід лептиктидних неплацентарних евтерових ссавців, відомий з пізнього еоцену до раннього олігоцену Північної Америки. Типовий вид, L. haydeni, був названий у 1868 році Джозефом Лейді на честь Фердинанда Вандевіра Гайдена. L. dakotensis також був названий Лейді в 1868 році, але спочатку він назвав його як Ictops, який зараз розглядається як та сама тварина, що і Lepticitis. Відтоді було названо шість інших видів. Задні кінцівки пропорційно подовжені порівняно з передніми кінцівками, подібно до стрибунцевих, хоча меншою мірою, ніж Leptictidium, і припускають, що вони були здатні до швидких сплесків чотириногого пересування. Ймовірно, для копання використовувалися передні кінцівки.